# Обед на небоскрёбе
«Обед на небоскрёбе» («Нью-йоркские рабочие, обедающие на поперечной балке») — фотография, сделанная в 1932 году неизвестным фотографом (с 2003 года авторство около десяти лет приписывалось Чарльзу Клайду Эббетсу) во время строительства «RCA Building» (в 1986 году переименованного в «GE Building»), являющегося частью Рокфеллер-центра.
На фотографии запечатлены одиннадцать рабочих, обедающих сидя на одной из стальных балок 69-го этажа на высоте более 200 метров. Снимок постановочный, но с настоящими рабочими. Опубликован 2 октября в воскресном приложении к New York Herald Tribune.
Ранее авторство ошибочно приписывали Льюису Хайну, который вёл фотолетопись строительства Эмпайр-стейт-билдинг в 1931 году. В октябре 2003 года архив Беттманна, обладатель авторских прав на фотографию, по результатам многомесячной экспертизы, проведённой частной детективной фирмой, признал автором снимка Эббетса. Однако через десять лет статус «автор неизвестен» был возвращён.
В 2001 году спустя неделю после 11 сентября, американский скульптор итальянского происхождения Серджо Фурнари (англ. Sergio Furnari) воспроизвёл фотографию в скульптуре, назвав её «Lunchtime on a Skyscraper — A Tribute to America’s Heroes». Она выставлялась как вдохновляющий символ для рабочих, разгребавших завалы на месте Всемирного торгового центра. Позднее в 2003 году он установил её на свой грузовик, тем самым превратив его в некое подобие мобильного музея. В январе 2007 года была украдена фигура рабочего, находившегося справа на фотографии, а спустя полгода она была найдена на заднем дворе церкви и отреставрирована.
В 2011 году в Лондоне на крыше Heron Tower был создан ремейк знаменитого кадра.